# ان‌جی‌سی ۴۷۴۴
ان‌جی‌سی ۴۷۴۴ (انگلیسی: NGC 4744) یک کهکشان عدسی شکل میله‌ای است که در فاصلهٔ ۱۶۰ میلیون سال نوری از ما در صورت فلکی قنطورس قرار دارد. ان‌جی‌سی ۴۷۴۴ توسط اخترشناس جان هرشل در ۸ ژوئن ۱۸۳۴ کشف شد. این کهکشان عضوی از خوشه کهکشانی قنطورس است.